# Ron Thomas
Ronald Morton „Ron” Thomas (ur. 19 listopada 1950 w Louisville, zm. 14 lipca 2018) – amerykański koszykarz, występujący na pozycjach silnego skrzydłowego.

## Osiągnięcia
NCAA
- Uczestnik rozgrywek:
  - NCAA Final Four (1972)
  - turnieju NIT (1971)
- Mistrz sezonu regularnego konferencji Missouri Valley (MVC – 1971, 1972)
- Zaliczony do składu NCAA All-Region (1972)

ABA
- Mistrz ABA (1975)[1]
- Wicemistrz ABA (1973)[2]